# 川名浩一
川名 浩一（かわな こういち、1958年4月23日 - ）は日本の実業家。日揮代表取締役社長や、同社取締役副会長を務めた。

## 来歴・人物
神奈川県出身。慶應義塾大学経済学部卒業。大学時代は相撲部に所属していた。
1982年、日揮株式会社入社。2001年、ロンドン事務所長、2009年、常務取締役営業統括本部長、2010年、代表取締役副社長 などを経て、2011年、同社代表取締役社長に就任。
2013年1月に起きたアルジェリア人質事件では、自ら現地に赴き、テロの犠牲となった社員に哀悼の意を表した。
2017年、19年ぶりに赤字転落したことをきっかけに社長を退任し、副会長に退いた。2020年、日揮を退社。2019年以降は、バンダイナムコホールディングス社外取締役、東京エレクトロンデバイス社外取締役、コムシスホールディングス社外取締役、レノバ社外取締役などを務める。